# Johanne Petrussen
Johanne „Juãna“ Petrussen (* 7. Juli 1950; † 31. Mai 2023) war eine grönländische Politikerin (Inuit Ataqatigiit), Journalistin, Dolmetscherin und Übersetzerin.

## Leben
Johanne Petrussen war 1983 eine der ersten Frauen, die die Journalismusschule in Nuuk absolvierte. Anschließend arbeitete sie anderthalb Jahre als Radiojournalistin, bevor sie beim grönländischen Informationsdienst Tusarliivik angestellt wurde. Danach arbeitete sie vier Jahre als Freelancerin. Anschließend arbeitete sie im Vorsorgerat Paarisa, wo sie sich für die Bekämpfung von AIDS einsetzte, sowie als Telefonberaterin bei der Notfallhotline Tusaannga. Sie gehörte dem ersten Ethikrat in Grönland an. Zudem war sie in der Frauenbewegung Kiliut aktiv. 1993 wurde sie Chefin von Kalaallit Nunaata Radioa, was sie bis 1995 blieb.
Sie kandidierte bei der Parlamentswahl in Grönland 1987, wo sie einen Parlamentssitz verpasste. Im März 1988 wurde sie anstelle von Josef Motzfeldt zur Ministerin für Handel, Verkehr und Jugend ernannt. Nach nur wenigen Monaten zerbrach die Koalition und die Inuit Ataqatigiit verlor ihren Platz in der Regierung und damit Johanne Petrussen ihren Ministerposten.
Anschließend zog sie sich aus der Politik zurück und arbeitete als selbstständige Dolmetscherin und Übersetzerin von Dänisch nach Grönländisch. Sie war sieben Jahre lang Mitglied der grönländischen Autorenvereinigung Atuakkiortut. Sie starb 2023 im Alter von 72 Jahren und hinterließ eine Tochter und drei Enkelkinder.